# David Calder (Ruderer)
David Calder (* 21. Mai 1978 in Brandon, Manitoba) ist ein ehemaliger kanadischer Ruderer, der 2008 olympisches Silber im Zweier ohne Steuermann gewann.

## Sportliche Karriere
David Calder begann 1992 mit dem Rudersport. 1994 gewann er mit dem Vierer ohne Steuermann die Bronzemedaille bei den Junioren-Weltmeisterschaften. Im Jahr darauf belegte er den sechsten Platz im Doppelzweier und 1996 siegte er im Zweier ohne Steuermann. 1997 debütierte er in der Erwachsenenklasse. Mit dem kanadischen Achter belegte er bei den Weltmeisterschaften 1997 und 1998 jeweils den achten Platz. 1999 trat er mit Morgan Crooks im Zweier ohne Steuermann an, die beiden siegten bei der Weltcup-Regatta in Wien und erreichten in Luzern den dritten Platz. Vor heimischem Publikum in St. Catharines verpassten Calder und Crooks das A-Finale bei den Weltmeisterschaften und belegten den achten Platz. Im Olympiajahr ruderten Calder und Crooks im Achter. Bei den Olympischen Spielen in Sydney gewannen die Kanadier das B-Finale und belegten damit insgesamt den siebten Platz.
Nach zwei Jahren Pause kehrte Calder 2003 in den Achter zurück. Die Kanadier gewannen die Weltcup-Regatta in Luzern und siegten auch bei den Weltmeisterschaften in Mailand. 2004 kehrte Calder in den Zweier ohne Steuermann zurück. Bei den Weltcup-Regatten in München und Luzern erreichte er zusammen mit Kyle Hamilton den dritten Platz. Bei den Olympischen Spielen in Athen ruderte er zusammen mit Chris Jarvis, die beiden belegten im Vorlauf den zweiten Platz. Im Halbfinale wurden die Kanadier wegen Behinderung des südafrikanischen Bootes disqualifiziert. Sie legten Protest ein, wurden aber nicht zum A-Finale zugelassen. Zum B-Finale traten sie nicht an und Calder beendete einstweilen seine Ruderkarriere.
2008 kehrte der 1,95 m große Calder zurück und bildete einen Zweier zusammen mit Scott Frandsen. Die beiden gewannen beim Weltcup in Luzern. Bei den Olympischen Spielen in Peking siegten die Australier Drew Ginn und Duncan Free mit zwei Sekunden Vorsprung vor Calder und Frandsen, die ihrerseits viereinhalb Sekunden Vorsprung auf die drittplatzierten Neuseeländer hatten. 2010 belegte Calder mit dem Achter den siebten Platz bei den Weltmeisterschaften. 2011 kehrten Calder und Frandsen im Zweier zurück auf die internationalen Regattastrecken und qualifizierten sich mit einem fünften Platz bei den Weltmeisterschaften für die Olympischen Spiele 2012. Bei der Olympischen Regatta in Eton belegten die beiden den sechsten Platz.